# Enchophora sanguinea
Espèce
Synonymes
- Enchophora florens
- Enchophora longirostris

Enchophora sanguinea est une espèce d'insecte de la famille des Fulgoridae, un type d'hémiptère vivant en Amérique centrale et du Sud. Il a d'abord été décrit par William Lucas Distant en 1887. Il mesure environ 25 millimètres de longueur. Sa couleur est variable, mais elle est normalement rouge ou verte, il a un processus en forme de sabre sur la tête. Il se nourrit de la sève des arbres, le plus souvent Simarouba amara et il excrète du miellat de son anus.
Plusieurs animaux se nourrissent de ce miellat, créant une relation trophobiotique avec cette espèce d'insecte. Un escargot, Pittieria aurantiaca, se nourrit du miellat, et cette relation est la première interaction symbiotique observée entre un insecte et un gastéropode. On a observé aussi des blattes se nourrissant de la cire qui recouvre les ailes de cet insecte, la première interaction symbiotique observée impliquant une blatte.

## Description

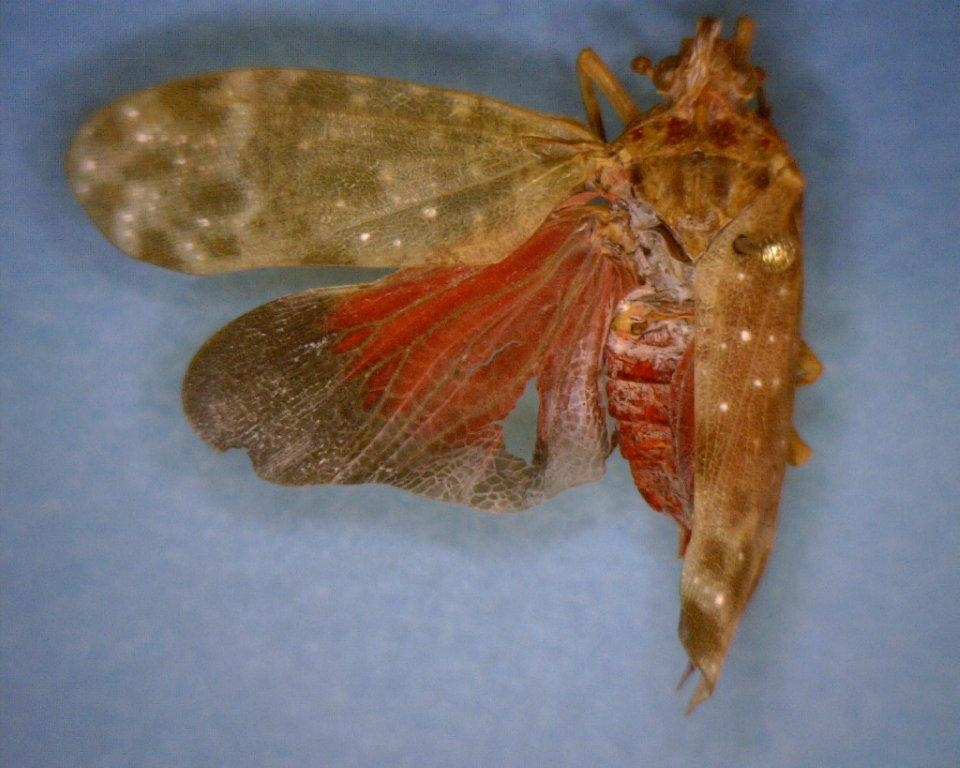
Enchophora sanguinea.

Enchophora sanguinea mesure environ 25 millimètres de long, les mâles étant légèrement plus petits que les femelles (22 à 23 mm contre 24 à 25 mm). Leur couleur varie mais est principalement verdâtre à rougeâtre. Leurs élytres sont également de couleur verdâtre à rougeâtre, mais peut être plus sombre et marbrées de taches rouges ou orange, mais celles-ci peuvent  fusionner pour former de vastes zones, les veines sont de couleur jaune. Elles sont couvertes d'une cire blanche, qui est semble servir à les protéger contre les prédateurs et les parasites. Comme beaucoup de Fulgoridae, leur tête porte un processus en forme de sabre dont la fonction est inconnue,. Leurs ailes sont rouges à l'avant et brunes dans leur partie postérieure. Leurs tergites abdominaux sont rouge vif. Ils se distinguent des autres espèces d’Enchophora aux ailes rouges, par l'absence de bandes distinctives et de taches sur leur pronotum.

## Distribution

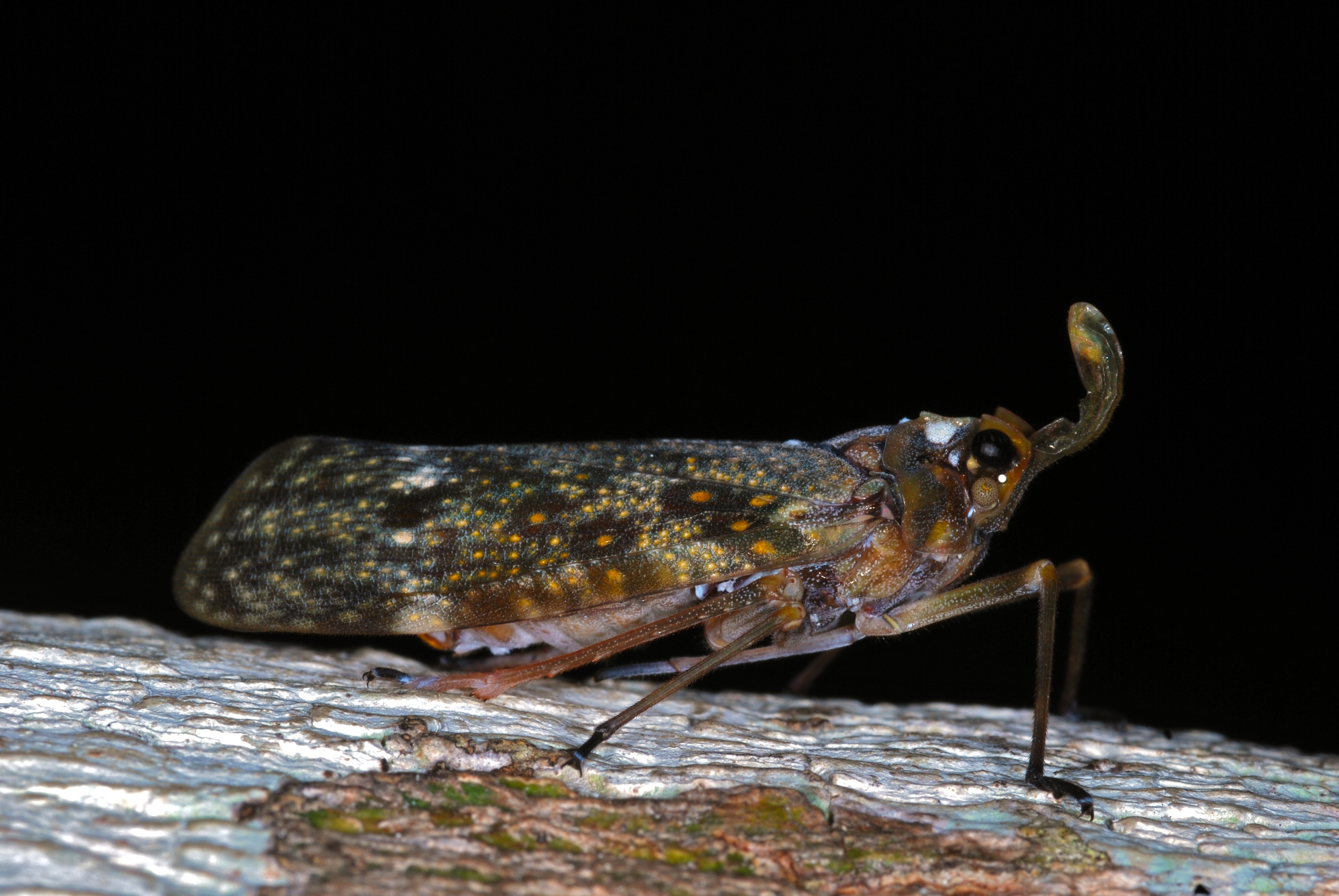
Enchophora sanguinea (Belize)

On le trouve au Costa Rica, Nicaragua, Panama, Guatemala, Équateur et Colombie. Il est très commun au centre de recherche écologique de la Selva Biological Station, au Costa Rica, se nourrissant sur les arbres, entre six et neuf mètres de haut. Sur l'île Barro Colorado, au Panama et à La Selva, il se nourrit le plus souvent sur Simarouba amara, mais on le trouve également sur Terminalia oblonga et moins fréquemment sur Castilla elastica et Ocotea cernua,.

## Taxonomie
Enchophora sanguinea a été décrit pour la première en 1887 par l'entomologiste anglais William Lucas Distant. Le spécimen-type peut être trouvé au Musée d'histoire naturelle de Londres. En 1991, Lois O'Brien a classé deux autres espèces décrites par Distant, E. Florens et E. longirostris comme synonymes de E. sanguinea. Ils ont les mêmes organes génitaux masculins et ne diffèrent que par la structuration de leur abdomen.